# Arroyo Sarandí (dopływ Solís Grande)
Arroyo Sarandí – potok w departamencie Canelones w Urugwaju w Ameryce Południowej.
Ma swoje źródła w paśmie Cuchilla Grande, skąd płynie w kierunku południowym stanowiąc granicę między departamentami Lavalleja i Canelones. Mija wieś Montes, po czym wpada do Arroyo Solís Grande za miejscowością Solís de Mataojo.